# Hauptstrasse 5
Die Hauptstrasse 5 ist eine Hauptstrasse in der Schweiz.
Diese Strasse führt von Lausanne aus dem Jurasüdfuss und der Aare entlang nach Koblenz. Sie besitzt nur noch eine untergeordnete Bedeutung, da der Transitverkehr auf dem Abschnitt Lausanne bis Aarau vorwiegend die Autobahn A5 und die A1 nutzt. Auf den noch nicht gebauten oder eröffneten Autobahnteilstücken rund um Biel/Bienne benutzt dieser Verkehr die Hauptstrasse 5, welche auf diesem Abschnitt zugleich die Nationalstrasse N5 ist.

## Geschichte
Die Hauptstrasse 5 folgt einem Verkehrsweg zwischen Genfersee und Rhein, der schon früh als Wasserstrasse, aber erst sehr spät als Landweg genutzt wurde. Die steilen Hänge am Nordufer des Neuenburgersees erschwerten den Strassenbau und die politische Zersplitterung dieses Gebietes sorgte dafür, dass keiner der angrenzenden Kantone grössere Geldbeträge für den Bau einer durchgehenden Strasse ausgeben wollte. Nach 1740 wurde stattdessen die Hauptstrasse 1, die so weit wie möglich über das Territorium des Kantons Bern führte, nach französischem Vorbild zur Chaussee ausgebaut.
Erst nach der Unabhängigkeit der ehemals bernischen Untertanengebiete Aargau und Waadt im Jahre 1803 entstand in den beiden neugegründeten Kantonen ein ernsthaftes Interesse am Strassenbau. Um 1820 wurde die lange vernachlässigte Strasse zwischen Wildegg und Aarau wieder ausgebaut.
1836 entstand eine neue Strasse zwischen Neuchâtel und La Neuveville. 1836–1839 wurde eine neue Strasse zwischen Solothurn und Biel erbaut.

## Verlauf
Die Strasse beginnt in Lausanne, wo sie in die Hauptstrasse 9 mündet. Sie führt nach Yverdon-les-Bains und dem Neuenburgersee entlang nach Neuchâtel. Dem Jurasüdfuss entlang führt die Strasse weiter dem Bielersee entlang nach Biel/Bienne. Von dort aus bis zum Endpunkt in Koblenz verläuft die Hauptstrasse der Aare entlang, auch wenn diese eher selten ersichtlich ist. Die Strasse führt dem Jurabogen entlang durch das Mittelland nach Solothurn, Olten, Aarau und Brugg, ehe sie aareabwärts nach Koblenz führt. Sie endet bei der Rheinbrücke Koblenz–Waldshut an der deutschen Grenze vor der Stadt Waldshut.
Die Gesamtlänge dieser ganz überwiegend nicht-richtungsgetrennten Durchgangsstrasse beträgt rund 206 Kilometer.